# زبان‌های سامی اتیوپیایی
زبان‌های سامی اتیوپیایی (همچنین اتیوپی-سامی، اتیوسامی، اتیوپیایی یا حبشی) خانواده‌ای از زبان‌ها است که در اتیوپی، اریتره و سودان گویش می‌شوند. آن‌ها شاخه غربی زبان‌های سامی جنوبی را تشکیل می‌دهند، که خود زیر شاخه‌ای از زبان‌های سامی و بخشی از خانواده زبان‌های آفروآسیایی است.
امهری، زبان رسمی و کاری دولت فدرال اتیوپی و منطقه امهارا، حدود ۶۲ میلیون سخنگو (از جمله سخنگویان زبان دوم) دارد و پرسخنگوترین زبان سامی اتیوپی است. تیگرینا نیز ۷ میلیون گوینده دارد و بزرگ‌ترین زبان اریتره است. شمار کمی از گویندگان تیگره در سودان حضور دارند. زبان گعز دارای یک تاریخ ادبی به خط خود است که به قرن اول میلادی برمی گردد. این زبان دیگر تکلم نمی‌شود اما تاکنون به عنوان زبان مذهبی کلیسای ارتدکس توحیدی اتیوپی و اریتره و همچنین همتایان کاتولیک شرقی آن‌ها باقی مانده‌است.

## دسته‌بندی
تقسیم به شاخه‌های شمالی و جنوبی توسط کوهن (۱۹۳۱) و هتزرون (۱۹۷۲) ایجاد شد و مورد استقبال گسترده قرار گرفت، اما اخیراً این دسته‌بندی توسط راینر وویگت به چالش کشیده شده‌است. وویگت دسته‌بندی ارائه شده توسط کوهن و هتزرون را رد می‌کند و نتیجه می‌گیرد که آن‌ها آن قدر از هم دور نیستند تا بتوان جداگانه در شمال و جنوب گروه‌بندی شوند.
- اتیوپیایی شمالی
  - گعز (اتیوپیایی)[۷]
  - تیگرینیا
  - تیگره
  - داهالیک
- اتیوپیایی جنوبی
  - اتیوپیایی جنوبی عرضی
    - امهری – آرگوببا

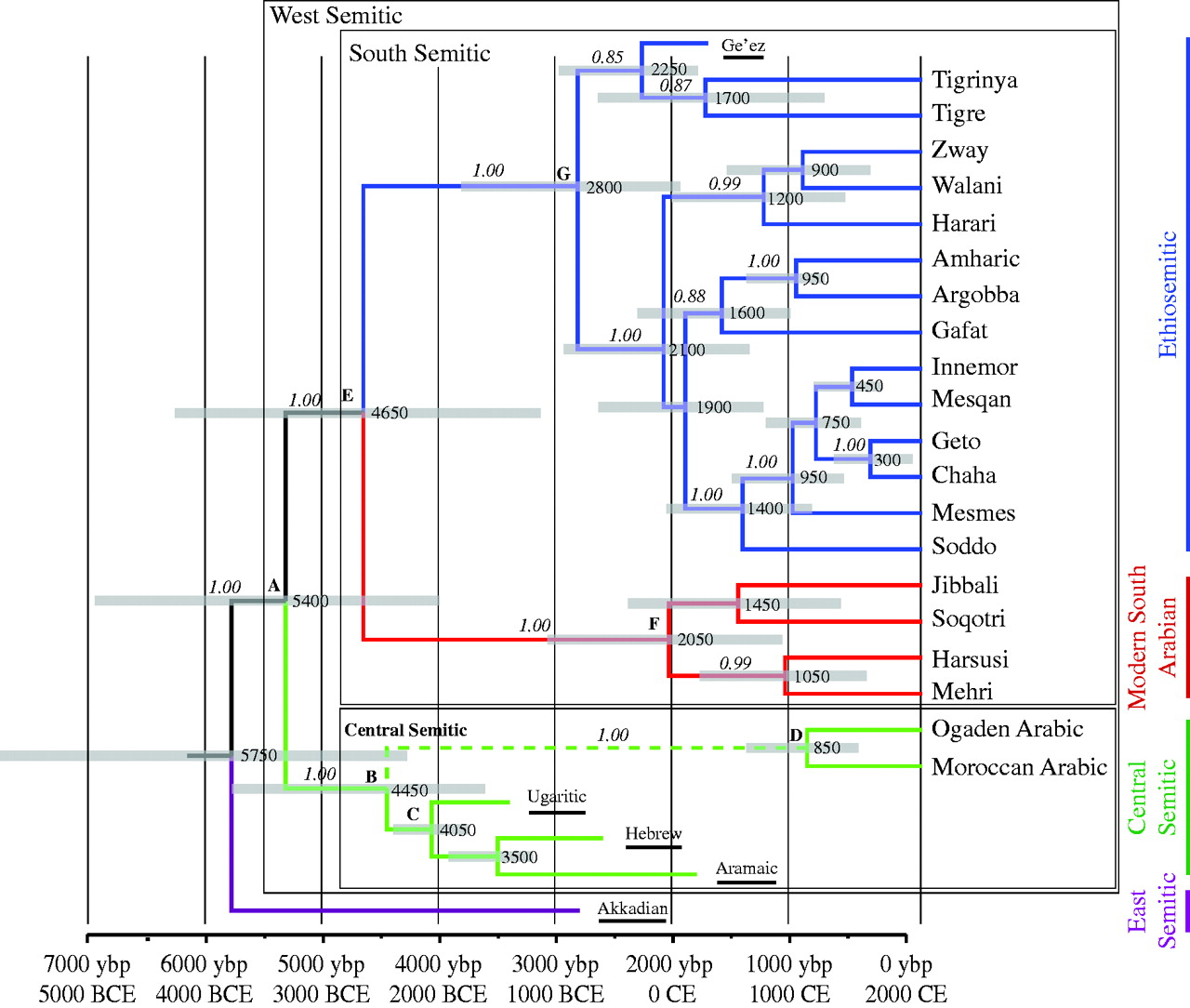
شجره نامه زبان‌های سامی

      - امهری - زبان کار دولت فدرال اتیوپی.[۸]
      - آرگوببا

    - هراری – گوراگی شرقی
      - هراری
      - گوراگی شرقی
        - سلیته
        - زوای (زای)

  - خارجی اتیوپی جنوبی
    - گروه n:
      - گافات - منقرض
      - سودو (کیستان)

    - گروه tt:
      - مسمس - منقرض
      - موهر
      - گوراگی غربی
        - مسقان (مسقان)
        - سبات بت
          - گوراگی سبات بت (گویش‌های چها، ازها، گومر، گورا)
          - اینور